# Marquis Daniels
Pour les articles homonymes, voir Daniels.
Marquis Antwane Daniels (né le 7 janvier 1981 à Orlando, Floride) est un joueur américain de basket-ball. Il évolue au poste d'ailier et mesure 1,98 m pour 91 kg.

## Carrière
Daniels débute au lycée "Edgewater" dans sa ville natale d'Orlando, avant d'être transféré à la Mount Zion Christian Academy. Il intègre ensuite l'université d'Auburn. Daniels est diplômé en sociologie. À Auburn, il inscrit 18,4 points, 6,2 rebonds, 3,3 passes décisives et 2,3 interceptions par match lors de sa saison senior.
Lors de la draft 2003, il est prévu que Daniels soit sélectionné en fin de second tour, mais il n'est finalement pas drafté. Cependant, après une remarquable performance lors de la ligue d'été, Daniels signe un contrat d'une année avec les Mavericks de Dallas. Il est très peu utilisé en début de saison, mais il réussit à s'imposer progressivement et réalise de belles performances au point de signer un contrat de six ans lors de l'intersaison 2004 avec les Mavericks. Il est nommé dans la NBA All-Rookie Second Team 2004 et conservera jusqu'en 2008 et les 37 points d'Anthony Morrow des Warriors de Golden State le record du nombre de points marqués en un match par un rookie non drafté, qu'il porta alors à 34.
Le 6 juillet 2006, Marquis Daniels est transféré aux Pacers de l'Indiana contre Austin Croshere
Il n'obtient qu'un temps de jeu de 20 minutes par match dans sa nouvelle équipe, au cours de la saison 2007-2008, pour des moyennes de 8 points, 2 passes décisives et 2,5 rebonds. Il est alors critiqué par le président Larry Bird lors d'une conférence de presse. Il parvient par la suite à améliorer ses contributions, notamment sur le plan défensif.
Daniels est réputé pour avoir de nombreux tatouages sur le corps. L'un d'entre eux représente une carte détaillée de la Floride qui recouvre entièrement son dos.
Le 24 février 2011, il est transféré aux Kings de Sacramento en provenance des Celtics de Boston. Mais, il ne dispute aucune rencontre à cause d'une blessure contractée juste avant son transfert dans la capitale de la Californie.
En décembre 2011, il retourne aux Celtics de Boston.

## Palmarès
- Finales NBA contre les Lakers de Los Angeles en 2010 avec les Celtics de Boston.
- Champion de la Conférence Est en 2010 avec les Celtics de Boston.
- Champion de la Division Atlantique en 2010 et 2012 avec les Celtics de Boston.